# I kan ikke slå os ihjel
"I kan ikke slå os ihjel" er Christianias slagsang eller signaturmelodi.[kilde mangler] Omkvædet i sangen lyder: "I kan ikke slå os ihjel/ Vi er en del af jer selv". Dette omkvæd blev skrevet i 1975 af lederen af rockgruppen Bifrost, Tom Lundén. Indspillet af Bifrost og med forsangerne Annisette, Poul Dissing og Sebastian. Der blev dannet et ad hoc kor, under navnet 'Det Internationale Sigøjnerkompagni' i 1976 til Christianiapladen. Koret bestod dels af Christianitter og bl.a af Illona og Pia fra St. Kongensgade 77. Det optrådte kun ved indspilning af nummeret.
Sangen er skrevet om natten til den 22. november 1975 af Tom Lundén i hans lejlighed i Brumleby. Den er skrevet om natten og komponeret på guitar for ikke at genere naboerne.
Bifrost havde nogle dage i forvejen spillet på 'Spisestedet' på Christiania og i den forbindelse oplevet politiets voldsomme kampe mod christianitter.[kilde mangler]
Sangen blev uropført af Bifrost på 'Spisestedet' den 22. november 1975 om aftenen.
Sangen har fået vid udbredelse fra SFU's sangbog til VU's sangbog og er med i Højskolesangbogen. Den er blevet brugt af mindretal overalt i samfundet som har følt sig truet eller trådt på. (Slagteriarbejdere fra lukningstruede arbejdspladser / Finansforbundet / ved skolelukninger osv.)
Sangen er udkommet i utallige versioner på dansk og engelsk.
Savage Rose har optrådt med sangen jævnligt siden 1976.